# Francesc Joan de Vergós i de Sorribes
Francesc Joan de Vergós i de Sorribes (Barcelone, 1570 - ?) est un homme politique catalan.
Il était noble, fils de Joan Ramon de Vergós i de Solanell, seigneur de Meià. En 1630, il était viguier de Barcelone, et en 1634 il était un lien entre le bras militaire et le Conseil des Cent. 
Il se montre activement opposé aux ingérences de la cour de Madrid dans les affaires catalanes. En 1638, le lieutenant a déjà essayé de l'arrêter. 
Il a fait partie d'un groupe secret au sein du Conseil des Cent qui préparait la séparation de la Catalogne de la couronne de Philippe IV. En conséquence de cela, en 1640, il a été arrêté en compagnie de Francesc de Tamarit i de Rifà et d'autres conseillers du Conseil des Cent, mais la révolte populaire commencée à Sant Andreu de Palomar (aujourd'hui un quartier du District de Sant Andreu à Barcelone) le 22 mai 1640 a réussi à les délivrer et le prélude de la Guerre des faucheurs. 
Durant la guerre des faucheurs, il a été administrateur de la place de Barcelone et ambassadeur à Paris durant l'année 1642.